# Vandeleumatidae
Vandeleumatidae es una familia de milpiés. Sus 17 especies conocidas se distribuyen por el Paleártico.

## Géneros
Se reconocen los siguientes:
- Cyclothyrophorus Pocock, 1908
- Guipuzcosoma Vicente & Mauriès, 1980
- Hypnosoma Ribaut, 1952
- Mannobolus Loomis, 1968
- Miniusoma Mauriès, 2014
- Strangulogona Mauriès, 2014
- Typhlopsychrosoma Mauriès, 1981
- Vandeleuma Mauriès, 1966